# La Acción (Colombia)
La Acción es un periódico noticioso y literario de circulación mensual de Sonsón (Colombia). Fue fundado como órgano informativo de la Sociedad de Mejoras Públicas de Sonsón, por su entonces presidente, Emiliano Jaramillo Álvarez. Hasta el año 2012, fue especialmente conocido por su producción artesanal a base de tipos sueltos, en las instalaciones del museo "Casa de los Abuelos". A partir de ese año se edita en la imprenta de La Patria, de Manizales.

## Historia
El primero en proponer la creación de un periódico que sirviera como órgano de la Sociedad de Mejoras Públicas, fue  Benigno A. Gutiérrez, con el propósito, decía, de que fuera:

"Un periódico exponente de cultura, por cuyas páginas refluyan las palpitaciones de una vida agitada y laboriosa, que volando por encima de las mezquindades de nuestra política que todo lo añasca, se mantenga alto, como solícito vigilante de las industrias que nos dan la vida, que procure la aclimatación de las prácticas y cultivos que en otras partes han tenido éxito, que realce las figuras que se destacan del nivel común por sus labores patrióticas, que ayude a resolver los problemas todos de la vida municipal, y por último, que trabaje incansablemente por los intereses sociales, que dé capital importancia a la estadística, que coadyuve a la acción de las autoridades para la extirpación de la ociosidad indicando las fuentes de trabajo, que sea un enemigo declarado del vicio y del analfabetismo... reportaría grandes bienes a nuestra comunidad"

Benigno A. Gutiérrez

El 27 de abril de 1918, por iniciativa del presidente de la entonces joven Sociedad de Mejoras Públicas de Sonsón,  Emiliano Jaramillo se comenzó a editar el periódico La Acción, de circulación semanal, con el propósito de difundir la actividad social, política y literaria de Sonsón. Como primer administrador fue nombrado el joven Clímaco Álvarez, y como editora doña Lucía Botero de E. El periódico se elaboraba por entonces en los talleres de la Imprenta Municipal. A lo largo de su historia ha sufrido múltiples suspensiones, destacando las de los años 1919, 1927, 1937, 1950, y 1978. Esta intermitencia se debe a la inestabilidad económica causada por su gran dependencia del peculio de los miembros de la sociedad, ya que era escaso el lucro por publicidad. En 1970 el periódico se empezó a editar quincenalmente.
El viernes 28 de abril de 1978, fue celebrado el sexagésimo aniversario del periódico, con una misa concelebrada en la Catedral de Sonsón, en la que el Pbro. Juan Botero Restrepo dio lectura a la homilía escrita para la ocasión por Mons. Baltasar Álvarez Restrepo, quien no pudo asistir. Por esta época, el quinquenario se convirtió en uno de los más destacados de provincia en el país, y era distribuido a las colonias de Sonsón en todo el territorio nacional. El domingo 30 del mismo mes, tuvo lugar en las instalaciones del seminario menor San Alberto Magno, a las afueras del municipio, un importante foro sobre la ciudad, convocado por la Sociedad de Mejoras Públicas y dirigido por el arquitecto dr. Alberto Mendoza Morales, editor de la sección "Anatomía de las ciudades" en el periódico capitalino El Espectador.
La Acción ha sido a lo largo de su historia, escaparate de algunos escritores e historiadores como Mons. Roberto Jaramillo Arango, Pbro. Juan Botero Restrepo, Josefina Henao Valencia "Lucía Javier", Néstor Botero Goldsworthy, Antonio Panesso Robledo, entre otros. 
En el año 2008, con motivo del nonagésimo aniversario, se realizaron actividades culturales y religiosas que exaltaron la existencia del periódico como herramienta de conservación de la memoria histórica de Sonsón.
De manera ininterrumpida hasta el año 2011, su elaboración era manual mediante el sistema de tipos sueltos, cuya imprenta estaba ubicada en un salón del museo "Casa de los abuelos"; desde el año 2016, dicha sala pasó a conformar parte del acervo expositivo del museo.
El centenario del periódico, en 2018, se celebró con diversas conferencias sobre el quehacer periodístico y la vocación patrimonial de Sonsón. El sábado 28 de abril, en los salones del Hotel Tahamí de la Sociedad de Mejoras Públicas, se realizó una asamblea extraordinaria de la red de medios impresos y virtuales del oriente antioqueño- RedOriente. En dicha sesión, se otorgaron al periódico diversas condecoraciones entre las que destaca la Orden del Congreso de la República en el grado de Comendador, entregada por el senador Alfredo Ramos Maya, en representación de dicha corporación. La edición conmemorativa contó con la dirección honoraria de Luís Alfredo Ramos B.
Siendo el medio de comunicación más antiguo de Sonsón, y uno de los periódicos de provincia más antiguos del país,  La Acción ha servido como testimonio de acontecimientos históricos que luego han podido ser recopilados por historiadores para investigaciones del orden local, regional y nacional.

## Contenido
A lo largo del tiempo, con escasas variaciones, la estructura del contenido se ha mantenido igual, consistiendo los mayores cambios en formato de papel, extensión de la publicación y diagramación.[cita requerida]

### Temas
| Sección               | Temática |
| --------------------- | --- |
| Hechos para registrar | Noticias relevantes del contexto municipal.                                                                         |
| Historias para contar | -Discursos, crónicas o entrevistas. -Editorial. -Reviviendo la Acción (Artículos publicados en ediciones antiguas). |
| Pluma sonsoneña       | Columnas de opinión.                                                                                                |
| Encuadres             | Fotorreportajes. |
| Sonsón social         | Noticias sociales.                                                                                                  |

## Línea editorial
A lo largo de su existencia el periódico ha mantenido una postura conservadora, centrando las opiniones políticas en el acontecer local y regional, respetando en cualquier caso, la opinión expresada por los columnistas que participan en él. No obstante, su principal enfoque ha sido el registro de los hechos de todo tipo en la ciudad, promoviendo los valores tradicionales de la cultura antioqueña.[cita requerida]